# 魏道明
魏 道明（ぎ どうめい、1883年5月4日〈光緒27年9月17日〉 - 1978年〈民国67年〉5月18日）は中華民国の政治家、外交官。字は伯聡。妻は鄭毓秀。

## 青年期
1925年にパリ大学で法学博士を取得後、帰国して上海で弁護士となったが、しばらくして中国国民党の活動に関わり始めた。1927年、司法部秘書長に就任。後に、司法部が司法行政部に改組改名を行った際に、29歳で初の部長となる。1930年に南京市長に、1937年に行政院秘書長に就任した。

## 外交官として
1941年の暮れ、魏道明は行政院秘書長から、駐仏大使を任命される。さらに翌年には胡適と交代で駐米大使となった。この駐米大使の期間中、魏は中国の国際外交における地位の改善に力を注いだ。1943年、魏道明は駐米大使として条約改正に臨み、アメリカとの不平等条約の廃止に調印し、中国が100年にわたって受けてきた不平等条約の圧迫と束縛を撤廃した。戦後の1946年には立法院副院長に就任する。

## 初代台湾省主席

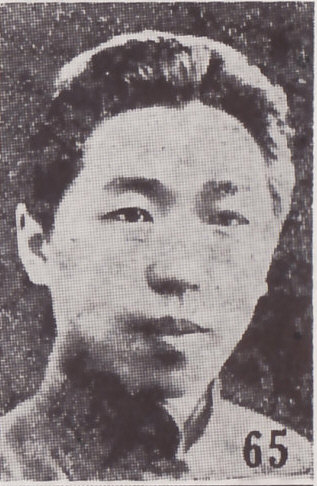
魏道明別影（『最新支那要人伝』1941年）

1947年、台湾で二・二八事件が発生し、時の台湾省行政長官である陳儀が免職され、4月22日には行政長官公署が廃止され台湾省政府に改組されることとなり、魏道明が初代の台湾省政府主席に任命された。
台湾に到着した魏道明は、省政府の下に民政・財政・建設・教育の4庁を設置し、13の省府委員を組織した。赴任後わずか7日後に発表された13人の省政府委員の中には、台湾籍の人間が過半数の7人を占め、その中には台湾一の博士である杜聡明や林献堂も含まれていたため、緊迫していた台湾の情勢はいくらか和らぐこととなった。5月16日、初の台湾省省政会議を行い、その会議の中で「これからは、最大限の努力をもって台湾の幸福を考えていくだけだ」と発言している。
魏道明は赴任後、ただちに戒厳令を取り消し、二二八事件後の農村捜査を終わらせ、交通管制を解くなど、台湾の情勢を回復させた。さらに戦後の台湾における再建の整理を加速させ、戦争で破壊された台南孔子廟の改修や、台湾と中国大陸との結びつきの強化を図った。
戦後の台湾の地位主権問題に関しては、当時の台湾独立運動やアメリカの一部の者と意見が異なっていた。外交的なバックグラウンドを持つ魏道明は1947年12月28日、記者会見を行い厳しい言葉で「台湾は古来から中国の固有の領土で、既に中国に回帰している。しかし、一部の陰謀を企む者たちが、台湾を中国から再分裂させようとしている。中国政府と中国の人民は決してこれを認めない。もし少数の者たちがあえて天下の大悪事を行おうとするのならば、600万人の台湾人民と4億の中国大陸の人民は、中国の領土を無傷に維持するために血を流す犠牲を厭わないだろう」と、台湾独立はでたらめな主張であると強く非難した。
1947年11月、台湾省は中華民国第1回立法委員選挙と国民大会代表選挙を行った。翌1948年には、台湾のスポーツ選手たちから台湾省代表チームを編成し、上海で行われた中華民国第6回全国運動会に参加させた。台湾の人々に選挙を通じて中国の政治に参加させたりするなどして、中国の人民の主権を行使させた。
魏道明は台湾省政府で1年7ヶ月の間任務に就き、1948年末に職を辞してアメリカに渡った。これは、この頃の中国大陸での情勢と関係している。蔣介石の腹心である陳誠が後任の台湾省主席となり、1949年1月5日に交代した。

## 晩年
アメリカに定住した後の1954年、中華民国第2回総統選挙が行われる際、孔祥熙が副総統選挙に立候補したいと考え、魏道明は委託を受けて台湾に帰国し、情勢を調査しようとした。しかし、蔣経国と陳誠から強く拒否され、魏道明はついに台湾を離れてアメリカに戻った。
1959年に外交部顧問となり、1964年には駐日大使に任ぜられる。2年後に帰国して沈昌煥に代わって外交部長に就任した。外交部長の任期中は、自ら毎年ニューヨークの国連本部に赴き、いわゆる国連代表権の維持のために奮戦した。
1971年に外交部長を辞し総統府資政に転じる。1978年5月18日、台北で死去。享年78（満76歳）。
| 先代蔡元培（司法部長） | 司法行政部長1928年11月 - 1930年4月 | 次代朱履龢 |

| 先代劉紀文 | 南京市長1931年4月 - 1932年1月 | 次代谷正倫 |

| 先代陳儀（台湾省行政長官） | 台湾省政府主席1947年 - 1949年 | 次代陳誠 |

| 先代沈昌煥 | 外交部長1966年 - 1971年 | 次代周書楷 |